# Woda kapilarna

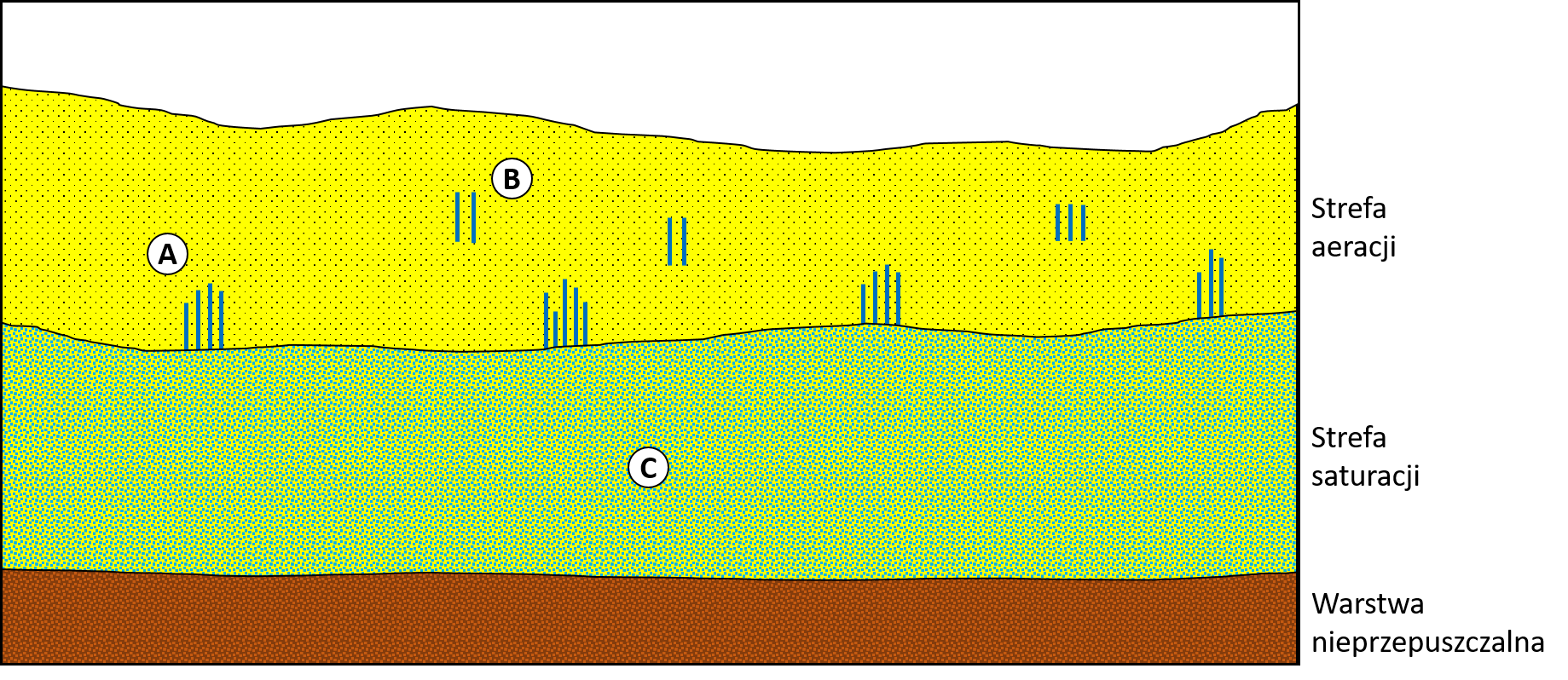
Schematyczne przedstawienie wód kapilarnych. A – wody kapilarne podparte; B – wody kapilarne zawieszone; C – woda wolna

Woda kapilarna, woda włoskowata – rodzaj wód występujących w strefie aeracji. Jej występowanie w drobnych porach gruntu i szczelinach skał jest warunkowane napięciem powierzchniowym wody i wywoływanymi przez nie zjawiskami kapilarnymi. 
Woda kapilarna wypełnia niewielkie pory o średnicy od 10-4 do 10-1 mm i utrzymuje się w nich dzięki siłom napięcia kapilarnego, które znacznie przewyższają siłę grawitacji. Wody kapilarne mogą podsiąkać w górę i w bok a wznoszenie się słupa wody trwa aż do zrównoważenia ciśnienia kapilarnego i hydrostatycznego słupa wody. 
Wysokość wzniosu kapilarnego wód włoskowatych zależy od średnicy porów – im mniejsze pory tym wyższy wznios kapilarny. W lessach czy glinach wysokość wzniosu może wynosić nawet 4 m, a w skałach okruchowych o wyższej frakcji, np. żwirach lub piaskach gruboziarnistych nie przekracza 10 centymetrów.
Wyróżnia się dwa rodzaje wód kapilarnych:
- wody kapilarne podparte – znajdują się na granicy stref saturacji i aeracji, powstają w wyniku podsiąkania wody ze strefy nasycenia.
- wody kapilarne zawieszone – znajdują się w strefie aeracji (nie mają styczności ze zwierciadłem wód podziemnych), powstają w wyniku szybkiego opadania wód podziemnych i odizolowania tych wód od strefy wzniosu kapilarnego.

Woda kapilarna występuje w stanie płynnym i jest ruchliwa, podlega ponadto sile grawitacji. Pozwala na uzupełnianie zapasu wody w strefie napowietrzenia.